# Le Coudray-sur-Thelle
Le Coudray-sur-Thelle est une commune française située dans le département de l'Oise, en région Hauts-de-France.

## Géographie

### Description

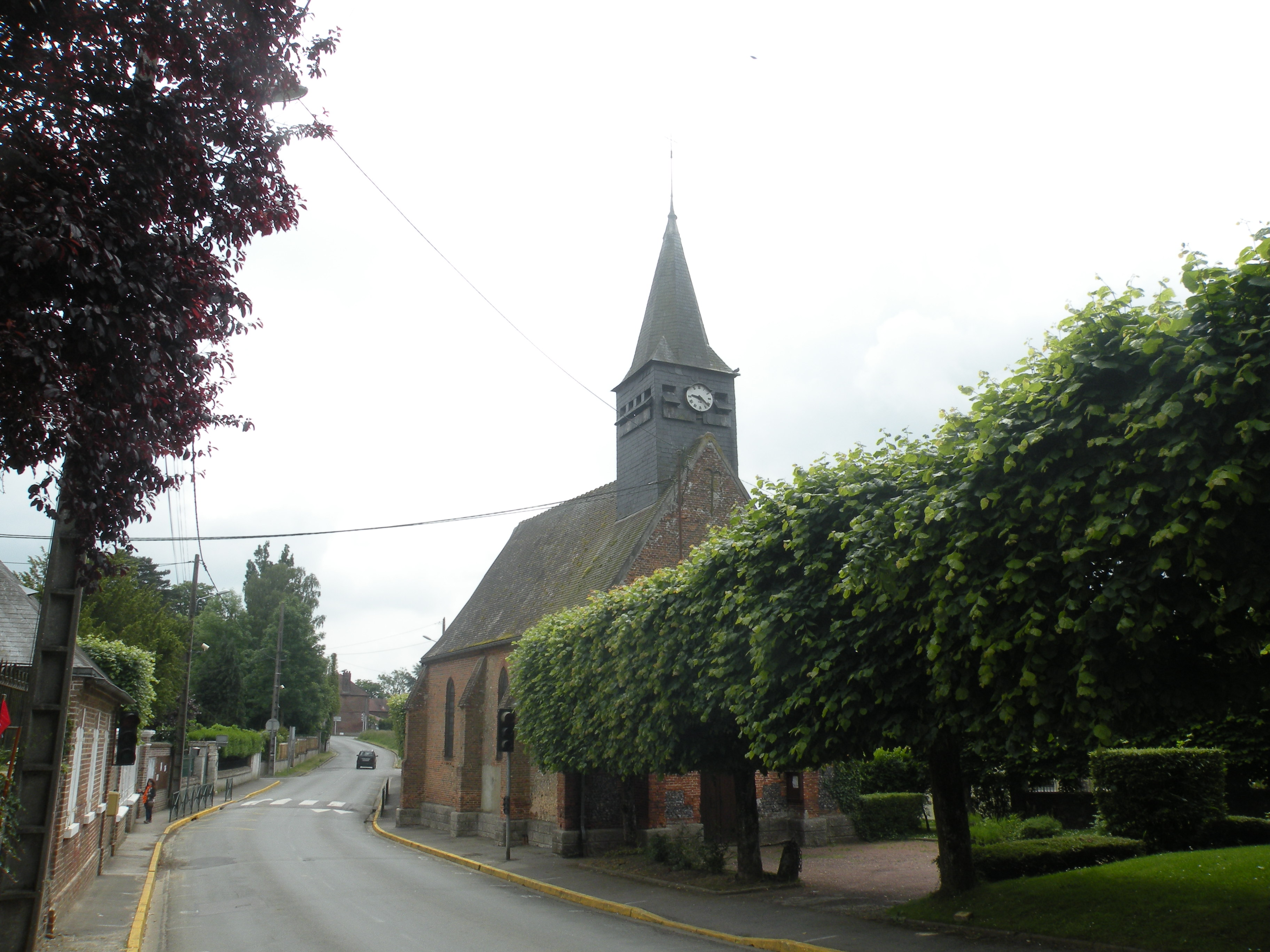
Ambiance du village.

Le Coudray-sur-Thelle est un village périurbain située à l'extrémité nord du plateau du Pays de Thelle, à 8 km au nord de Méru, 29 km au nord de Pontoise, 25 km à l'est de Gisors, 14 km au sud de Beauvais et à 26 km à l'ouest de Creil. Excentré, Le Coudray-sur-Thelle est aisément accessible depuis l'ancienne route nationale 1 (France métropolitaine)`et la sortie de Méru de l'autoroute A16.
De l'extrémité du plateau du Pays de Thelle, on aperçoit le vaste panorama au nord vers le Beauvaisis.
Le territoire communal est largement boisé, avec le Bois des moinses à l'est et le Bois des sablons, qui fait partie du Bois de Rumesnil, à l'est.

### Communes limitrophes
|                      | Hodenc-l'Évêque       | Silly-Tillard         |
| La Neuville-d'Aumont | du Coudray-sur-Thelle |                       |
| Le Déluge            |                       | Laboissière-en-Thelle |

### Hydrographie
La commune est située dans le bassin Seine-Normandie. Elle n'est drainée par aucun cours d'eau,.

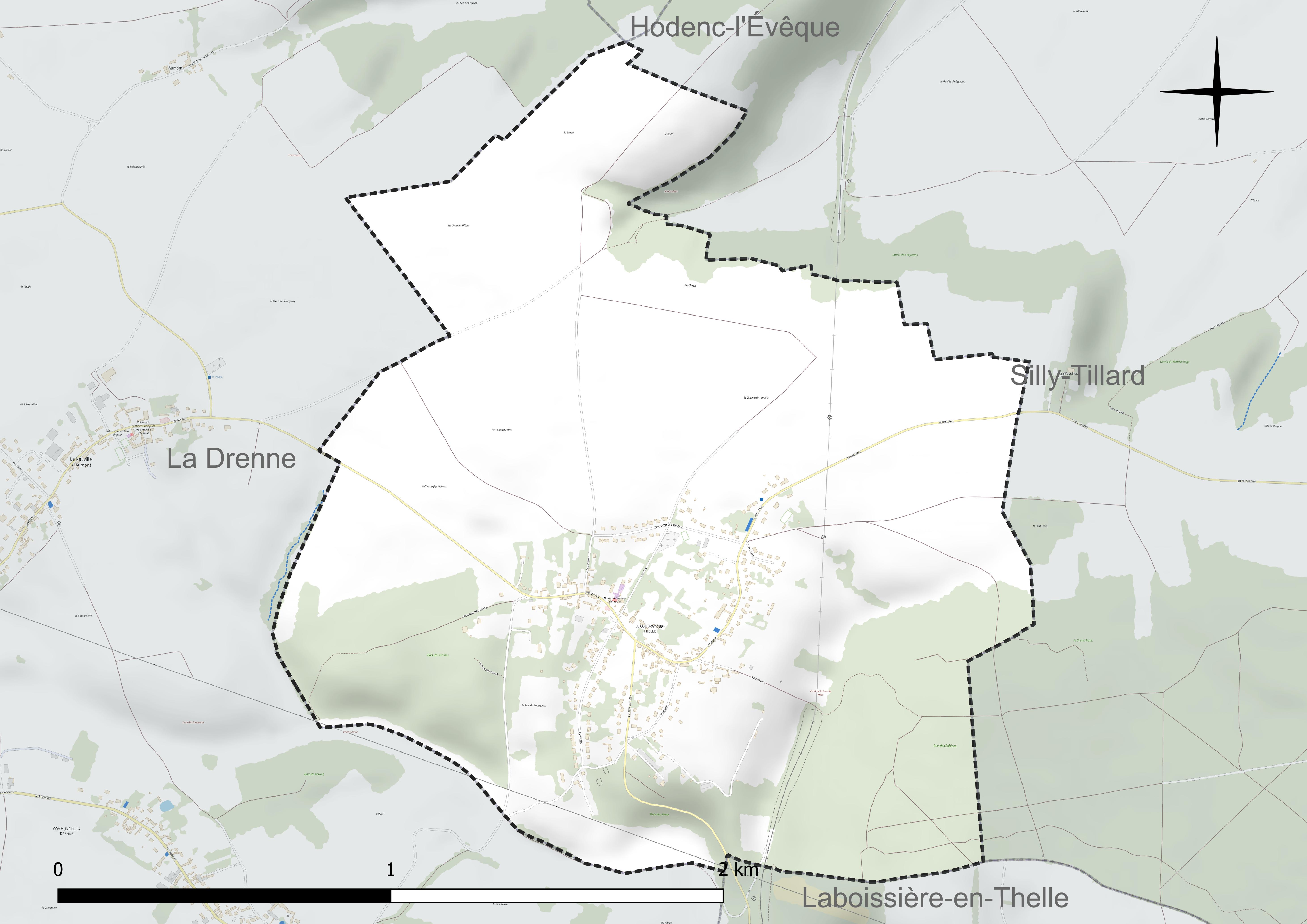
Réseau hydrographique du Coudray-sur-Thelle.

À la sortie nord du tunnel ferroviaire, un écoulement d'eau assez abondant sort du tunnel le long de la voie ferrée : en effet, le plateau du Thelle recueille l'eau de pluie qui s'infiltre et ressort par le tunnel. Autrefois, cette eau constituait une des sources principales du Sillet, petit ruisseau qui traverse Silly-Tillard. Cette source a été détournée lors de travaux SNCF de survoûtage du tunnel fragilisé par les creusements et travaux souterrains des Allemands en 1942 pour y stocker des trains de munitions ou de carburant de missiles V1.
Aujourd'hui ces infiltrations d'eau n'alimentent plus le Sillet, mais courent le long de la voie ferrée, en suivant la pente naturelle (pont de Caumont) pour aller vers Saint-Sulpice.

### Climat
Pour des articles plus généraux, voir Climat des Hauts-de-France et Climat de l'Oise.
En 2010, le climat de la commune est de type climat océanique dégradé des plaines du Centre et du Nord, selon une étude du CNRS s'appuyant sur une série de données couvrant la période 1971-2000. En 2020, Météo-France publie une typologie des climats de la France métropolitaine dans laquelle la commune est exposée à un climat océanique et est dans la région climatique Sud-ouest du bassin Parisien, caractérisée par une faible pluviométrie, notamment au printemps (120 à 150 mm) et un hiver froid (3,5 °C).
Pour la période 1971-2000, la température annuelle moyenne est de 10,1 °C, avec une amplitude thermique annuelle de 14,4 °C. Le cumul annuel moyen de précipitations est de 805 mm, avec 12,2 jours de précipitations en janvier et 8,8 jours en juillet. Pour la période 1991-2020, la température moyenne annuelle observée sur la station météorologique la plus proche, située sur la commune de Jaméricourt à 18 km à vol d'oiseau, est de 11,0 °C et le cumul annuel moyen de précipitations est de 695,7 mm,. Pour l'avenir, les paramètres climatiques de la commune estimés pour 2050 selon différents scénarios d'émission de gaz à effet de serre sont consultables sur un site dédié publié par Météo-France en novembre 2022.

## Urbanisme

### Typologie
Au 1er janvier 2024, Le Coudray-sur-Thelle est catégorisée commune rurale à habitat dispersé, selon la nouvelle grille communale de densité à sept niveaux définie par l'Insee en 2022.
Elle est située hors unité urbaine. Par ailleurs la commune fait partie de l'aire d'attraction de Paris, dont elle est une commune de la couronne,.

### Occupation des sols
L'occupation des sols de la commune, telle qu'elle ressort de la base de données européenne d'occupation biophysique des sols Corine Land Cover (CLC), est marquée par l'importance des territoires agricoles (65,5 % en 2018), en diminution par rapport à 1990 (69,1 %). La répartition détaillée en 2018 est la suivante : terres arables (65,5 %), forêts (24,1 %), zones urbanisées (10,4 %). L'évolution de l'occupation des sols de la commune et de ses infrastructures peut être observée sur les différentes représentations cartographiques du territoire : la carte de Cassini (XVIIIe siècle), la carte d'état-major (1820-1866) et les cartes ou photos aériennes de l'IGN pour la période actuelle (1950 à aujourd'hui).

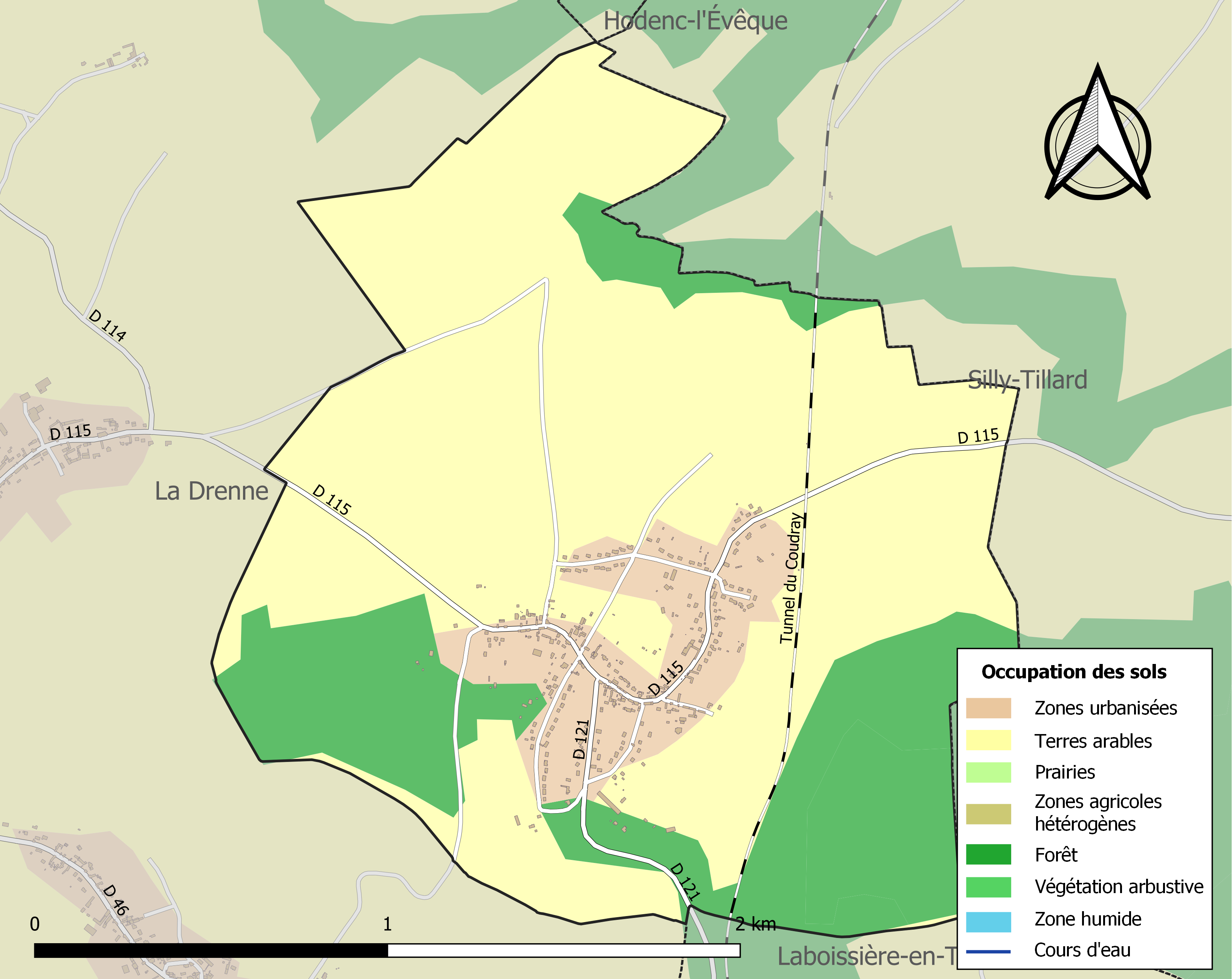
Carte des infrastructures et de l'occupation des sols de la commune en 2018 (CLC).

### Habitat et logement
En 2018, le nombre total de logements dans la commune était de 199, alors qu'il était de 191 en 2013 et de 177 en 2008.
Parmi ces logements, 97,1 % étaient des résidences principales, 1,6 % des résidences secondaires et 1,3 % des logements vacants. Ces logements étaient pour en totalité des maisons individuelles.
Le tableau ci-dessous présente la typologie des logements au Le Coudray-sur-Thelle en 2018 en comparaison avec celle de l'Oise et de la France entière. Une caractéristique marquante du parc de logements est ainsi une proportion de résidences secondaires et logements occasionnels (1,6 %) inférieure à celle du département (2,5 %) mais supérieure à celle de la France entière (9,7 %). Concernant le statut d'occupation de ces logements, 93,7 % des habitants de la commune sont propriétaires de leur logement (93,6 % en 2013), contre 61,4 % pour l'Oise et 57,5 pour la France entière.
| Typologie                                               | Le Coudray-sur-Thelle | Oise | France entière |
| ------------------------------------------------------- | --------------------- | ---- | -------------- |
| Résidences principales (en %)                           | 97,1                  | 90,4 | 82,1           |
| Résidences secondaires et logements occasionnels (en %) | 1,6                   | 2,5  | 9,7            |
| Logements vacants (en %)                                | 1,3                   | 7,1  | 8,2            |

### Voies de communication et transports
La ligne d'Épinay - Villetaneuse au Tréport - Mers, qui sort de l'extrémité nord du tunnel du Coudray-sur-Thelle, contourne les « buttes de Caumont ». La station de chemin de fer la plus proche du village est la Gare de Laboissière - Le Déluge desservie par des trains TER Hauts-de-France qui effectuent des missions entre les gares de Paris-Nord et de Beauvais.
La commune est desservie, en 2023, par les lignes 6101, 6121, 6131, 6144 et 6202 du réseau interurbain de l'Oise.

## Toponymie
Le nom de la localité est attesté sous les formes Coldreium (vers 1099) ; Coudreium (vers 1099) ; Johannes de Corileto (1200) ; Gaufridus de Coudroi (1204) ; Johannes de Coudrai (1208) ; Codroi (vers 1209) ; Coldretum (1212) ; Coudrei (1212) ; Symon de Coudroi (1232) ; Coldrium (vers 1270) ; le Coudroy belgueulle (1375) ; le codroy (XIVe) ; le Couldroy begueille (1527) ; le Couldray begueulle (1527) ; le Couldray (1528) ; le Couldroy Begueulle (1542) ; le Couldrey (XVIe) ; le Coudray les belles goulées (XVIe) ; le Coudray belle gueule sur Silli (XVIe) ; Coudray Belle Gueulle (1663) ; Coudray Bellegueule (1720) ; Coudray-la-Montagne (1794) ; le Coudray-la-Montagne (1794) ; Coudray-la-Neuville (1828-1833) ; le Coudray-belle-gueule (1840) ; le Coudray-Belle-Gueule (avant 1922) ; le Coudray-en-Thelle (1928) ; le Coudray-sur-Thelle (1942).

Durant la Révolution, la commune, alors nommée Le Coudray en 1793 puis  Le Coudray-Belle-Gueule en 1801, porte le nom de Le Coudray-la-Montagne.

Le nom de Coudray vient de coudrier qui désigne la variété sauvage du noisetier. De l'oïl coldroi , couldray « ensemble de noisetiers ».
Le nom de « Belle-Gueule » vient des profonds ravins au nord de la commune, appelés goulées, du latin gula (« gorge, défilé »), ou grandes goulées qui ravinent depuis le bord du plateau du Thelle, versant nord face à la plaine du Beauvaisis.
En janvier 1922, la commune change de dénomination et devient Le Coudray-sur-Thelle,.
Le déterminant locatif Thelle s'explique par la situation de Le Coudray dans le Pays de Thelle, "inventé" par un cartographe du XVIIe siècle, dont l'origine s'explique en fait par la présence de la Forêt de Thelle.

## Histoire
La commune, instituée par la Révolution française, absorbe fugacement de 1827 à 1833 celle de La Neuville-d'Aumont, malgré les protestations de certains habitants,. À cette époque, une partie des habitants fabriquent des éventails et objets de tabletterie de nacre et d'ivoire.
Le Coudray-sur-Thelle a vu le creusement d'un tunnel ferroviaire vers 1880, afin de permettre le passage de la ligne d'Épinay - Villetaneuse au Tréport - Mers entre Méru et Beauvais en passant sous le haut plateau du Pays de Thelle. Ce tunnel est assez long et mesure 1 452 m. L'entrée sud, vers Parfondeval, est située sur la commune du Coudray, en bas de la rue du tunnel. La sortie nord, vers Beauvais, est isolée dans un cadre assez sauvage, face aux buttes de Caumont.
À la fin du XIXe siècle, les habitants sont toujours mentionnés pour leur activité de fabrication de brosses et d'éventails,. On comptait alors deux cafés.
Lors de la Seconde Guerre mondiale, un camp militaire allemand a été édifié (camp « Robinson 1 ») sur 125 ha et comprenant une soixantaine de constructions dont un cinéma, deux piscines, une caserne de pompiers, des terrains de tennis… Des vestiges de ces constructions sont encore visibles dans les bois, dont le blockhaus qui abritait Hermann Goering lorsqu'il venait au Coudray. Le tunnel du Coudray-sur-Thelle où pouvait stationner le train d'Hermann Goering, a subi quelques bombardements alliés en 1944, tout comme de nombreux ouvrages ferroviaires. Les Allemands ont réalisé diverses destructions dans le village et aux abords du tunnel lorsqu'ils abandonnent les lieux,

## Politique et administration

### Rattachements administratifs et électoraux
La commune se trouve dans l'arrondissement de Beauvais du département de l'Oise. Pour l'élection des députés, elle fait partie de la deuxième circonscription de l'Oise.
Elle faisait partie depuis 1801 du canton de Noailles. Dans le cadre du redécoupage cantonal de 2014 en France, la commune fait désormais partie du canton de Chaumont-en-Vexin.

### Intercommunalité
La commune faisait partie de la communauté de communes du pays de Thelle, créée en 1996.
Dans le cadre des dispositions de la loi portant nouvelle organisation territoriale de la République (Loi NOTRe) du 7 août 2015, qui prévoit que les établissements publics de coopération intercommunale (EPCI) à fiscalité propre doivent avoir un minimum de 15 000 habitants, le préfet de l'Oise a publié en octobre 2015 un projet de nouveau schéma départemental de coopération intercommunale, qui prévoit la fusion de plusieurs intercommunalités, et en particulier  de la communauté de communes du Pays de Thelle et de la communauté de communes la Ruraloise, formant ainsi une intercommunalité de 42 communes et de 59 626 habitants,.
La nouvelle intercommunalité, dont est membre la commune et dénommée provisoirement communauté de communes du Pays de Thelle et Ruraloise, est créée par un arrêté préfectoral du 30 novembre 2016 qui a pris effet le 1er janvier 2017.

### Liste des maires
| Période                                  | Période                       | Identité         | Étiquette | Qualité                                 |
| ---------------------------------------- | ----------------------------- | ---------------- | --------- | --------------------------------------- |
| Les données manquantes sont à compléter. |                               |                  |           |                                         |
|                                          | juin 1995                     | Jeanine Lenoir   |           |                                         |
| juin 1995                                | mai 2020                      | Michel Le Tallec |           | Retraité Réélu pour le mandat 2014-2020 |
| mai 2020                                 | En cours (au 2 décembre 2021) | Ludovic Gorinne  |           | Ex-Gendre de Mme Lenoir                 |

## Équipements et services publics

### Enseignement
En 2016, la commune dispose d'une école primaire, qui devrait être mutualisée avec La Drenne, un centre périscolaire avec sa cantine.

## Population et société

### Démographie

#### Évolution démographique
L'évolution du nombre d'habitants est connue à travers les recensements de la population effectués dans la commune depuis 1793. Pour les communes de moins de 10 000 habitants, une enquête de recensement portant sur toute la population est réalisée tous les cinq ans, les populations de référence des années intermédiaires étant quant à elles estimées par interpolation ou extrapolation. Pour la commune, le premier recensement exhaustif entrant dans le cadre du nouveau dispositif a été réalisé en 2005.

En 2022, la commune comptait 555 habitants, en évolution de +2,4 % par rapport à 2016 (Oise : +0,87 %, France hors Mayotte : +2,11 %).
| 1793 | 1800 | 1806 | 1821 | 1831 | 1836 | 1841 | 1846 | 1851 |
| ---- | ---- | ---- | ---- | ---- | ---- | ---- | ---- | ---- |
| 144  | 154  | 145  | 149  | 155  | 161  | 158  | 173  | 173  |

| 1856 | 1861 | 1866 | 1872 | 1876 | 1881 | 1886 | 1891 | 1896 |
| ---- | ---- | ---- | ---- | ---- | ---- | ---- | ---- | ---- |
| 182  | 196  | 187  | 159  | 176  | 180  | 172  | 152  | 155  |

| 1901 | 1906 | 1911 | 1921 | 1926 | 1931 | 1936 | 1946 | 1954 |
| ---- | ---- | ---- | ---- | ---- | ---- | ---- | ---- | ---- |
| 167  | 175  | 153  | 135  | 151  | 116  | 125  | 106  | 134  |

| 1962 | 1968 | 1975 | 1982 | 1990 | 1999 | 2005 | 2006 | 2010 |
| ---- | ---- | ---- | ---- | ---- | ---- | ---- | ---- | ---- |
| 102  | 110  | 156  | 203  | 438  | 488  | 502  | 504  | 528  |

| 2015 | 2020 | 2022 | - | - | - | - | - | - |
| ---- | ---- | ---- | - | - | - | - | - | - |
| 534  | 528  | 555  | - | - | - | - | - | - |

#### Pyramide des âges
La population de la commune est relativement jeune.
En 2018, le taux de personnes d'un âge inférieur à 30 ans s'élève à 37,1 %, soit en dessous de la moyenne départementale (37,3 %). À l'inverse, le taux de personnes d'âge supérieur à 60 ans est de 19,7 % la même année, alors qu'il est de 22,8 % au niveau départemental.
En 2018, la commune comptait 273 hommes pour 266 femmes, soit un taux de 50,65 % d'hommes, légèrement supérieur au taux départemental (48,89 %).
Les pyramides des âges de la commune et du département s'établissent comme suit.
| Hommes | Classe d’âge | Femmes |
| ------ | ------------ | ------ |
| 0,0    | 90 ou +      | 0,4    |
| 3,0    | 75-89 ans    | 3,1    |
| 16,1   | 60-74 ans    | 16,9   |
| 20,2   | 45-59 ans    | 17,2   |
| 24,7   | 30-44 ans    | 24,1   |
| 14,2   | 15-29 ans    | 13,8   |
| 21,7   | 0-14 ans     | 24,5   |

| Hommes | Classe d’âge | Femmes |
| ------ | ------------ | ------ |
| 0,5    | 90 ou +      | 1,4    |
| 5,5    | 75-89 ans    | 7,6    |
| 15,6   | 60-74 ans    | 16,3   |
| 20,8   | 45-59 ans    | 20     |
| 19,4   | 30-44 ans    | 19,4   |
| 17,6   | 15-29 ans    | 16,2   |
| 20,6   | 0-14 ans     | 19,1   |

## Économie
En 2016, il n'existe plus de commerces de proximité au village, qui compte néanmoins plusieurs artisans.

## Culture locale et patrimoine

### Lieux et monuments

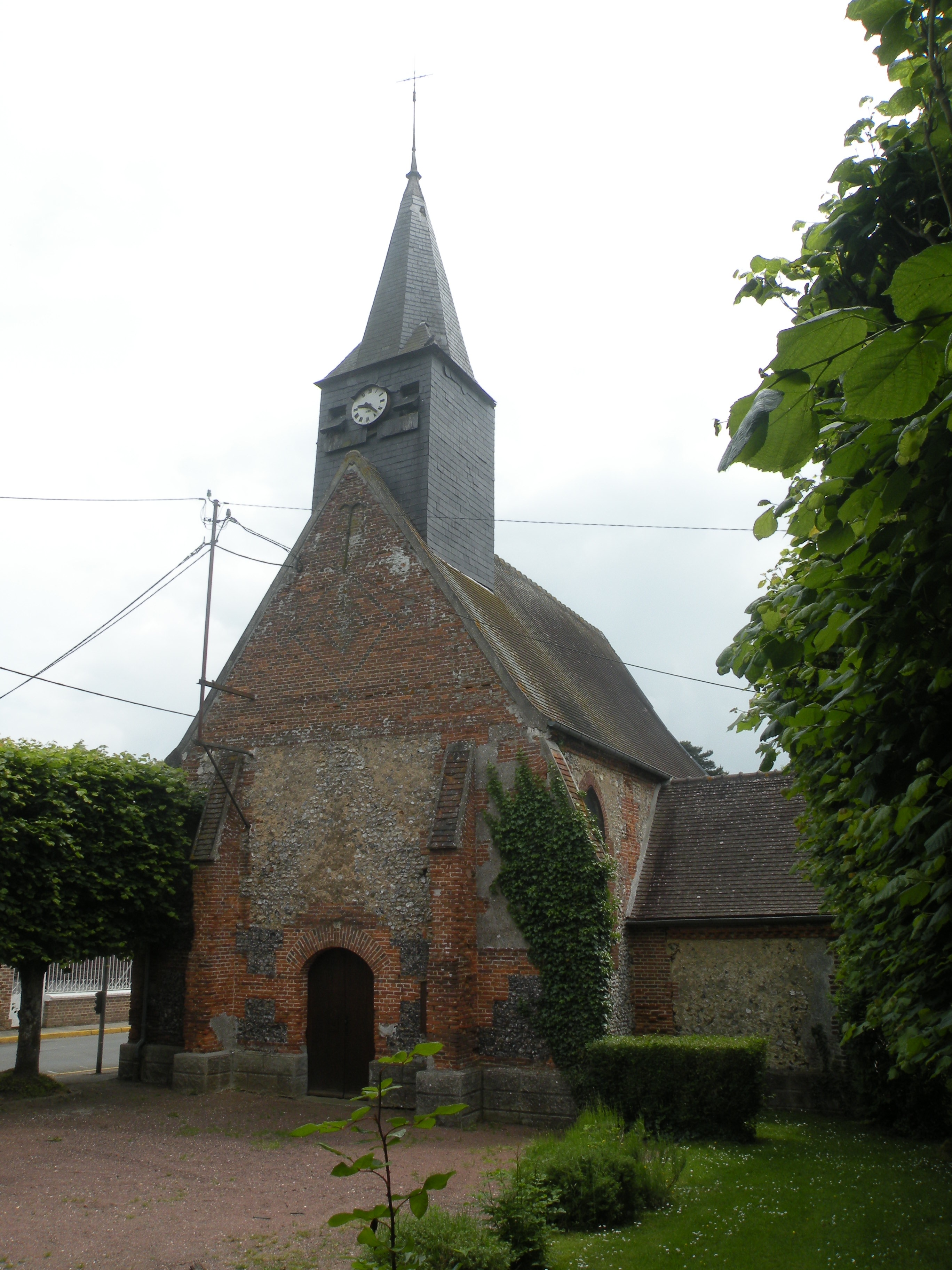
L'église Saint-Mathurin.

- L'église Saint-Mathurin : c'est un petit édifice d'une extrême simplicité, se composant d'un vaisseau unique non voûté, avec un chevet à pans coupés et un petit clocher en charpente assis sur l'extrémité occidentale du toit. Les murs sont en brique, assemblées pour former des motifs décoratifs simples, ce qui permet de situer la construction au XVIe ou XVIIe siècle. 
La charpente en carène renversée de la nef est le seul élément remarquable de l'église. Contemporaine de sa construction, elle présente des monstres avalant les entraits, et les sablières sont décorées de rinceaux, masques et animaux fantastiques[39],[40].

- Vestiges de l'ancien quartier général de  la Luftwaffe pendant la Seconde Guerre mondiale, et notamment un abri en béton de taille importante, excentré du village et inaccessible au public[41],[31].

### Personnalités liées à la commune
- Hermann Göring a séjourné au Coudray-en-Thelle à plusieurs reprises, à compter du  24 juin 1940 , après la Bataille de France de la Seconde Guerre mondiale, dans un blockhaus situé dans un endroit reculé du  village. 
Il y avait établi son quartier général durant la bataille d'Angleterre. Son chef d'état major, Hans Jeschonneck, le secondait. Les Allemands avaient édifié dès 1940 un camp appelé « Robinson 1 » dirigé par le Hauptmann Hans Glismann. Il s'agissait d'un camp destiné aux commandements de la Luftwaffe et aux communications. De nombreux ouvrages édifiés dans les bois, et d'autres souterrains (notamment dans la zone interdite située à droite de la rue du Puits) ont été creusés. 
De nombreux souterrains existeraient encore dans cette zone, avec certains risques d'effondrement. Un abri souterrain profond de vingt mètres abritait un standard téléphonique performant. Quant à Goering, lors de ses venues, il logeait dans son luxueux train Asia dans le tunnel de la ligne de Beauvais au Tréport, dont l'extrémité à La Neuville-d'Aumont avait été bloquée. Les Allemands réquisitionnaient les fermes et le café-tabac du Coudray, ainsi que le presbytère de La Neuville-d'Aumont, village voisin du Coudray[41],[31].